# گوی‌دره (قبوستان)
گوی‌دره (به لاتین: Göydərə) یک منطقه مسکونی در جمهوری آذربایجان است که در شهرستان قبوستان واقع شده است. گوی‌دره ۴۵۲ نفر جمعیت دارد.